# Cyclaspis affinis
Cyclaspis affinis är en kräftdjursart som beskrevs av Lomakina 1968. Cyclaspis affinis ingår i släktet Cyclaspis och familjen Bodotriidae. Inga underarter finns listade i Catalogue of Life.